# Римский, Василий Иванович
Василий Иванович Римский (08.01.1914, Рязанская область — 23.02.1983) — советский военнослужащий, участник Великой Отечественной войны, полный кавалер ордена Славы, санинструктор 340-го стрелкового полка, старшина — на момент последнего представления к награждению орденом Славы.

## Биография
Родился 8 января 1914 года в селе Вослебово Скопинского района Рязанской области. Окончил 2 класса сельской школы. Работал строителем-плотником в скопинском тресте «Октябрьуголь».
1 сентября 1941 года призван Скопинским райвоенкоматом в Красную Армию. С октября того же года на фронтах Великой Отечественной войны. Воевал на Ленинградском и 2-м Белорусском фронтах. Боевой путь начал в инженерно-технической части, возводил доты, дзоты и другие сооружения на оборонительной линии под Ленинградом. В одном из боёв ранило командира батальона, и Римский, сам раненый, доставил командира в безопасное место.
В марте 1942 года был направлен на учёбу в снайперскую школу. Через несколько месяцев учёбы вернулся на фронт под Ленинград. Зимой в одном из тяжёлых боёв, вынося с поля боя раненого командира роты, был ранен в ногу. Член ВКП /КПСС с 1943 года. В дальнейшем воевал санинструктором 340-го стрелкового полка 46-й стрелковой дивизии.
14 июня 1944 года при штурме укреплённого района в 8 км западнее города Териоки старший сержант Римский под непрерывным огнём противника в течение многих часов оказывал первую медицинскую помощь бойцам, вынес с поля боя 25 тяжелораненых.
Приказом от 6 июля 1944 года старший сержант Римский Василий Иванович награждён орденом Славы 3-й степени.
15 января 1945 года в ходе боя за город Пултуск старший сержант Римский вынес с поля боя 36 раненых солдат и офицеров и оказал им первую медицинскую помощь. При этом уничтожил огнём из автомата 3 противников. Был представлен к награждению орденом Славы 2-й степени.
26 января 1945 года в боях при форсировании реки Сона южнее города Цеханув старшина Римский под сильным огнём противника вынес 27 раненых солдат и офицеров, после чего руководил работой по их эвакуации.
Приказом от 3 февраля 1945 года старший сержант Римский Василий Иванович награждён орденом Славы 2-й степени.
Приказом от 27 февраля 1945 года старший сержант Римский Василий Иванович награждён орденом Славы 2-й степени.
В 1945 году старшина Римский демобилизован. Вернулся на родину.
Указом Президиума Верховного Совета СССР от 23 сентября 1969 года в порядке перенаграждения Римский Василий Иванович награждён орденом Славы 1-й степени. Стал полным кавалером ордена Славы.
Жил в городе Скопин Рязанской области. Работал на строительстве треста «Заготзерно», возводил завод «Цветмет», здания городской больницы, средней школы № 3 и другие объекты. С 1962 до апреля 1980 годов работал мастером производственного обучения Поплевинского ПТУ № 20.
Скончался 23 февраля 1983 года. Похоронен на городском воинском кладбище города Скопина.
Награждён орденами Славы 3-х степеней, медалями, в том числе «За отвагу», «За боевые заслуги».
Его именем названа улица в городе Скопине.